# Albert Caquot
Albert Irénée Caquot (1 de julio de 1881 - 28 de noviembre de 1976) fue un ingeniero civil francés. A lo largo de su prolongada carrera profesional proyectó numerosos puentes de hormigón (entre los que se puede citar el Puente de la Caille de 1928 en su propio país, o el Puente Jorge V sobre el río Clyde en Glasgow, Escocia), así como la estructura interna del Cristo Redentor en Río de Janeiro, Brasil, en 1931.
También ejerció como ingeniero aeronáutico, diseñando el dirigible que lleva su nombre. Compaginó su carrera de ingeniero proyectista con sus labores como docente en distintas Escuelas Técnicas de París, y estuvo vinculado a la Administración Aeronáutica del Estado Francés durante más de 40 años, desde donde contribuyó a la pujanza del sector aeroespacial con su espíritu innovador, protagonizando además destacadas iniciativas como el Túnel de Viento Chalais-Meudon de 1929, o el Museo del Aire y del Espacio de Le Bourget. En sus últimos años, intervino en el diseño de una central hidroeléctrica mareomotriz en la bahía del Monte Saint Michel, en Normandía.

## Semblanza
Sus padres, Paul Auguste Ondrine Caquot y su esposa Marie Irma (prima de nacimiento) eran dueños de una granja familiar en Vouziers, en la región de las Ardenas, cerca de la frontera con Bélgica. Su padre, un entusiasta del progreso, había instalado en su casa electricidad y teléfono ya en 1890. Solo un año después de terminar la educación secundaria, a los dieciocho años, fue admitido en la Escuela Politécnica de París, (promoción de 1899), y seis años después obtuvo su graduación en el Cuerpo de Puentes y Caminos.

### Científico y diseñador
De 1905 a 1912, fue gerente de proyectos en Troyes (Aube), donde destacó por las importantes mejoras de obras civiles que realizó con el sistema de alcantarillado de la ciudad. Con estas obras logró proteger a la ciudad de la inundación centenaria del río Sena en 1910. En 1912, se unió a una empresa líder en ingeniería estructural, donde aplicó su talento único de diseñador de estructuras.
Albert Caquot realizó una destacada investigación que se aplicó de inmediato en la construcción. Sus principales contribuciones incluyen:
- Diseño con hormigón armado e ingeniería estructural en un sentido más amplio. En 1930, definió la curva intrínseca y explicó por qué la teoría de la elasticidad ya no era suficiente para el diseño de estructuras modernas.
- Diseño de elementos geotécnicos y cimientos. Enunció el teorema de los estados correspondientes (CST). En 1933, su publicación sobre la estabilidad del material pulverulento y coherente recibió el reconocimiento de la Academia de Ciencias de Francia, donde fue elegido miembro vitalicio en 1934. En 1948, con Jean Kérisel (1908–2005), su yerno y discípulo, desarrolló una teoría avanzada extremadamente importante para la presión pasiva de los terrenos (LINK) cuando existe fricción suelo-pared. Este principio se ha aplicado ampliamente desde entonces para el diseño de estructuras de ingeniería del terreno, como muros de contención, túneles y pilotes de cimentación.
- La reactivación del puente atirantado con hormigón armado (puente Donzère Mondragon, 1952), que imaginó con grandes luces, incluso cruzando el Canal de la Mancha. En 1967 diseñó un puente conceptual de dos pisos de este tipo con luces de 810 m de ancho y tablero de dos pisos y 25 m de ancho con capacidad para 8 carriles para automóviles, 2 para ferrocarril y 2 para trenes elevados.

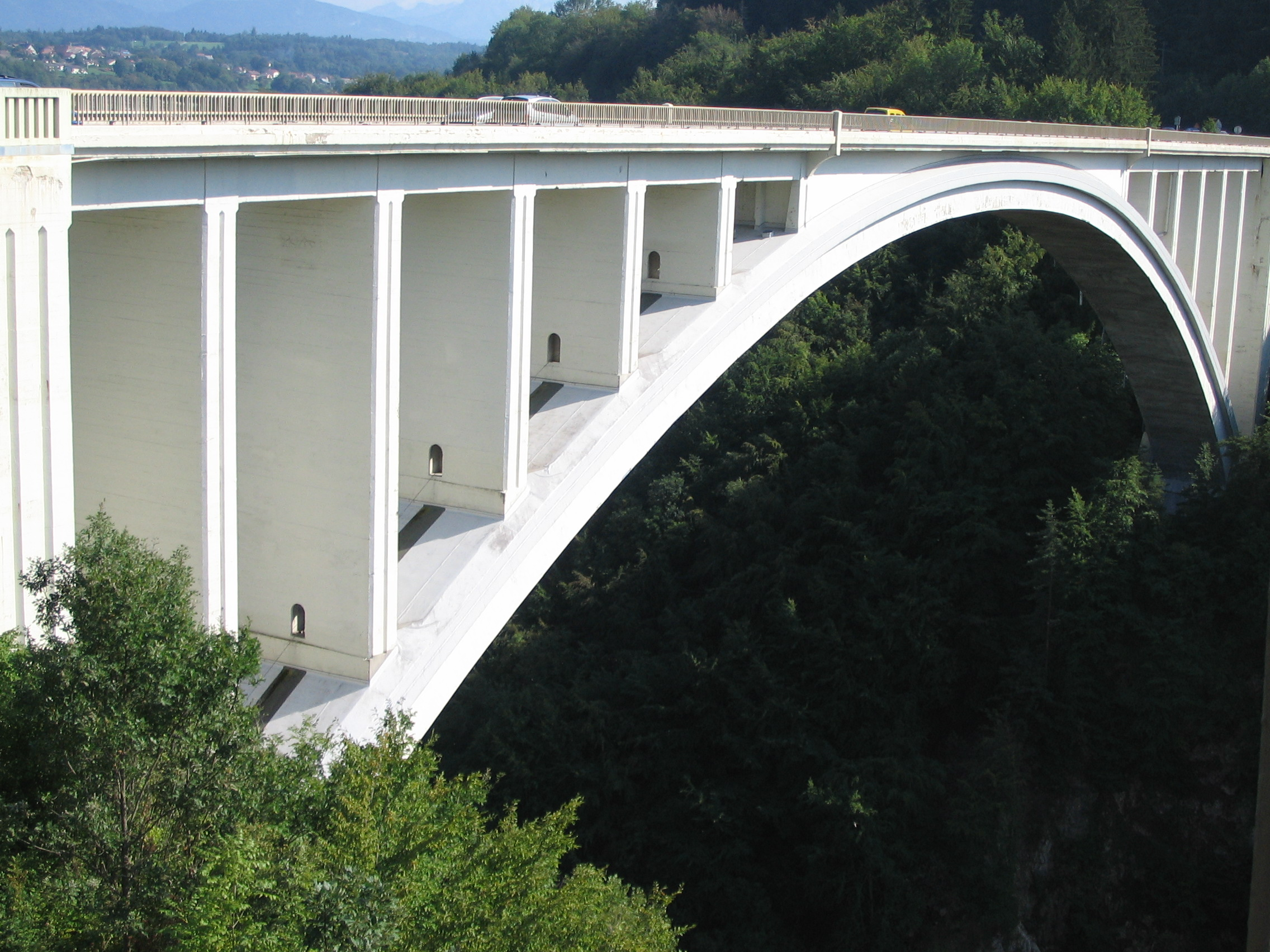
El Nuevo Puente de la Caille, cerca de Annecy (1928)

En su vida, Albert Caquot enseñó ciencias mecánicas durante mucho tiempo en tres de las escuelas de ingeniería francesas más destacadas de París: la Escuela Nacional Superior de Minas de París, la de Puentes y la de Aeronáutica.
A lo largo de su carrera, tanto como diseñador altamente creativo como calculista incansable, diseñó más de 300 puentes e instalaciones, entre los cuales varios fueron récords mundiales en ese momento:
- El Puente de La Madeleine, en Nantes (1928), una estructura en voladizo de hormigón sobre el río Loira
- El Puente Lafayette, cruzando las vías de la Estación del Este de París (1928). Se trata de un puente de vigas de hormigón armado, donde se utilizaron por primera vez en la historia vibradores de hormigón accionados por aire comprimido
- El Puente de la Caille (1928), sobre el barranco de Usses, en los Alpes, cerca de Annecy. Se trata de un puente arco de hormigón de 140 m de luz
- El gran dique seco Louis Joubert (dique de Normandía) en el puerto de Saint-Nazaire (1929-1933)

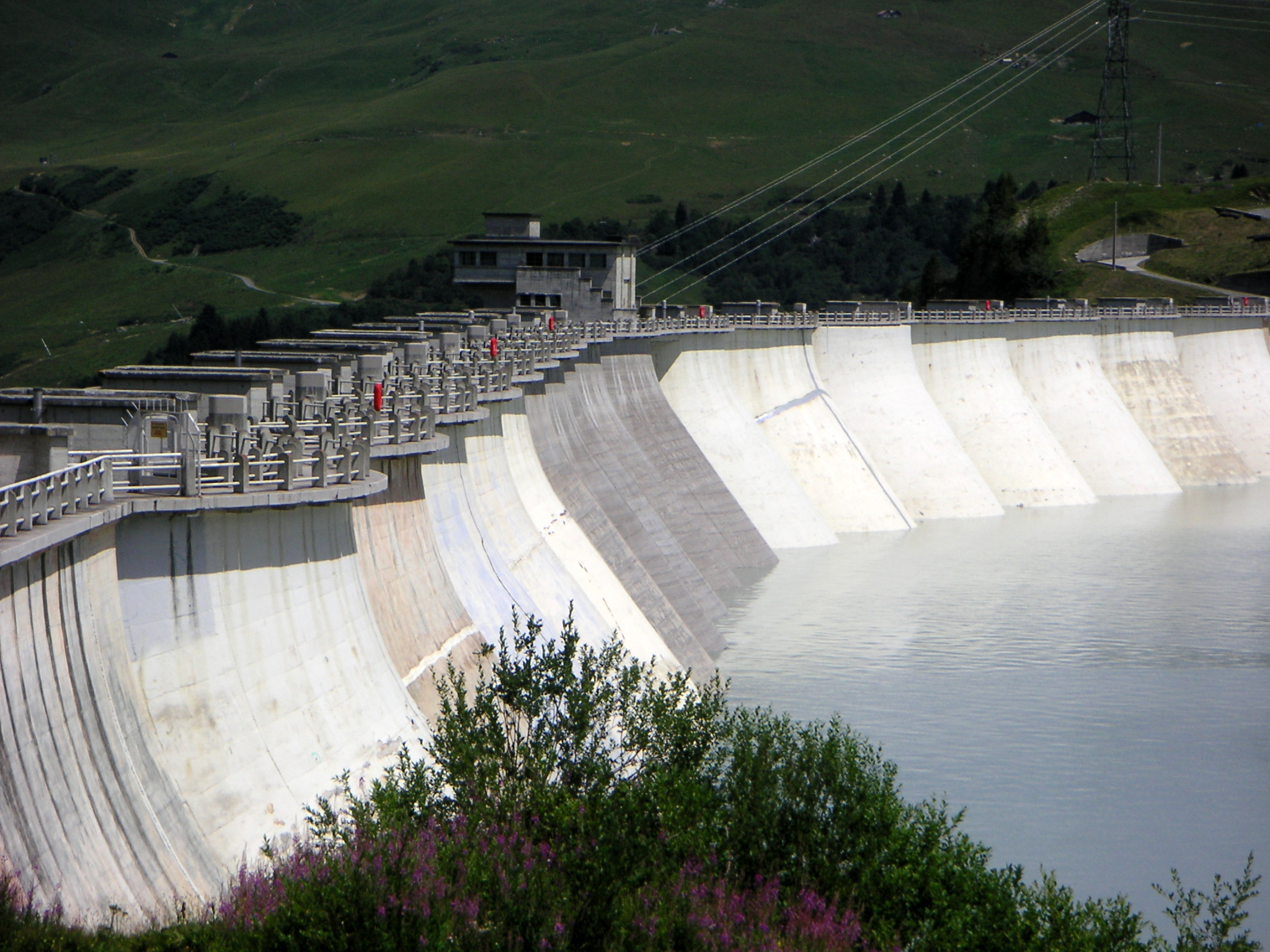
Presa de La Girotte (Alpes, Francia), 1949

- La presa de la Girotte (1944-1949)
- La esclusa de Bollène, en el lado izquierdo (navegando aguas abajo) de la Presa de Donzère-Mondragon (construida sobre el Canal de Donzère-Mondragon, lateral al río Ródano), la esclusa más alta del mundo (1950)
- El túnel de Bildstock (1953-1955)
- La central mareomotriz en el río Rance, la más grande del mundo en su momento, localizada en Bretaña (1961–1966). A sus ochenta años, Albert Caquot hizo una contribución crítica a la construcción de la presa, diseñando un recinto para proteger el sitio de construcción de las mareas oceánicas de 12 m de altura y de las fuertes corrientes

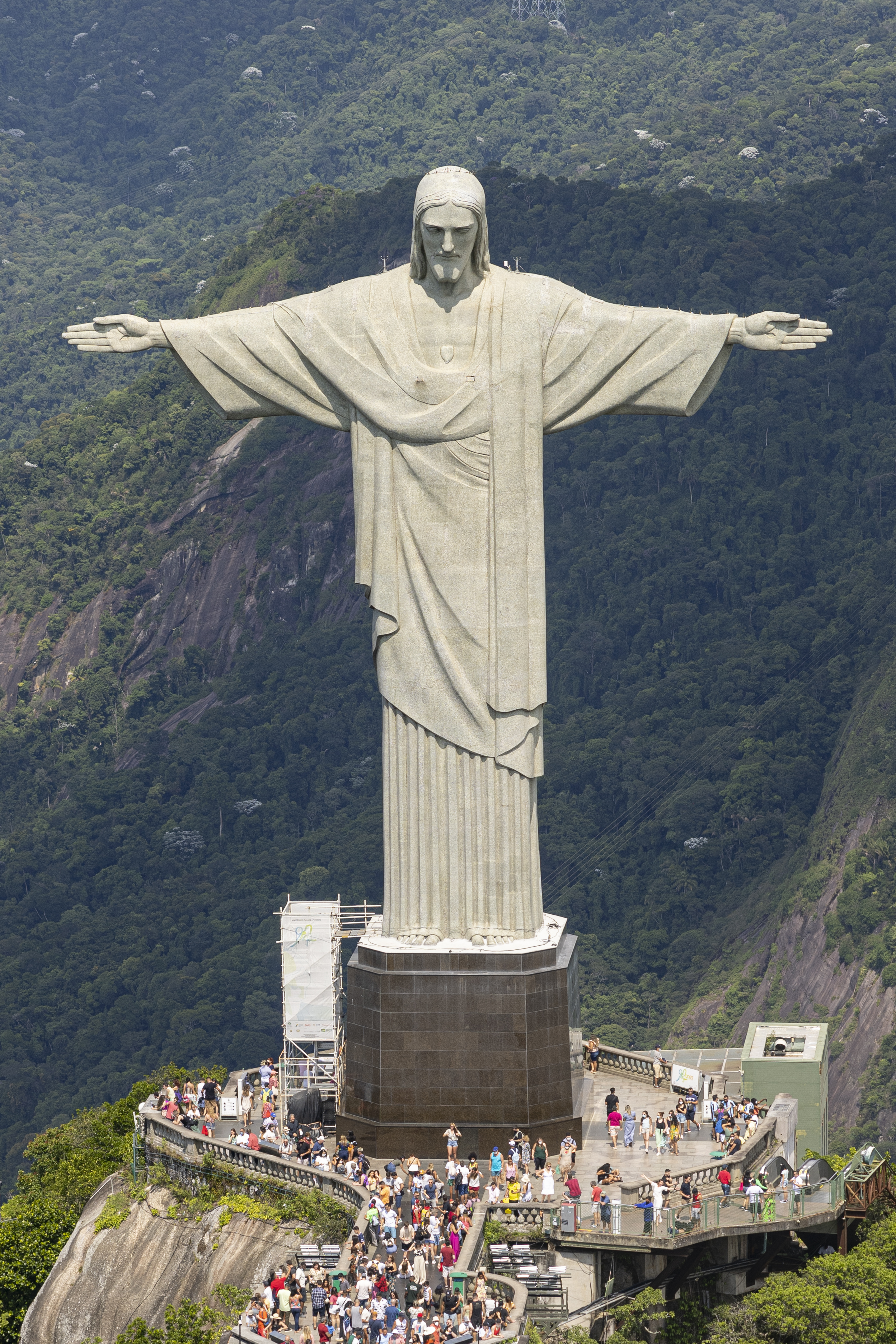
Cristo Redentor de Río de Janeiro, cuya estructura interna fue construida por Caquot (1931)

Dos obras prestigiosas lo hicieron famoso internacionalmente: la estructura interna de la estatua del Cristo Redentor en Río de Janeiro (Brasil), en el pico de Corcovado (1931), y el Puente Jorge V sobre el río Clyde en Glasgow (Escocia), para el que los ingenieros escoceses solicitaron su ayuda.
A finales de la década de 1980 desarrolló un gigantesco proyecto de energía mareomotriz para capturar la energía de las mareas en la bahía de Monte Saint Michel, en Normandía.

### Ingeniero aeronáutico
En su vida se dedicó alternativamente a la ingeniería estructural y a la ingeniería aeronáutica, al paso de los acontecimientos impuestos por la Primera y la Segunda Guerras Mundiales. Las contribuciones de Albert Caquot a la aeronáutica incluyen el diseño del "dirigible Caquot" y diversas innovaciones técnicas en el nuevo Ministerio de Aviación francés, donde creó varios Institutos de Mecánica de Fluidos que aún existen en la actualidad. Marcel Dassault, a quien Albert Caquot le encargó desarrollar varios proyectos aeronáuticos importantes al comienzo de su carrera, escribió sobre él: "Fue uno de los mejores ingenieros que tuvo la aeronáutica. Fue visionario y adelantado a su tiempo. Dirigió la aeronáutica con continuas innovaciones durante cuarenta años".
Ya en 1901, mostrando su carácter visionario, realizó su servicio militar en una unidad de dirigibles del ejército francés. Al comienzo de la Primera Guerra Mundial, fue movilizado como teniente primero con la Compañía de Aerostatos n.º 40, equipada con dirigibles tipo "Drachen". Advirtió el mal comportamiento de estos globos cautivos en forma de salchicha frente al viento, que los hacía ineficaces excepto en condiciones de calma.

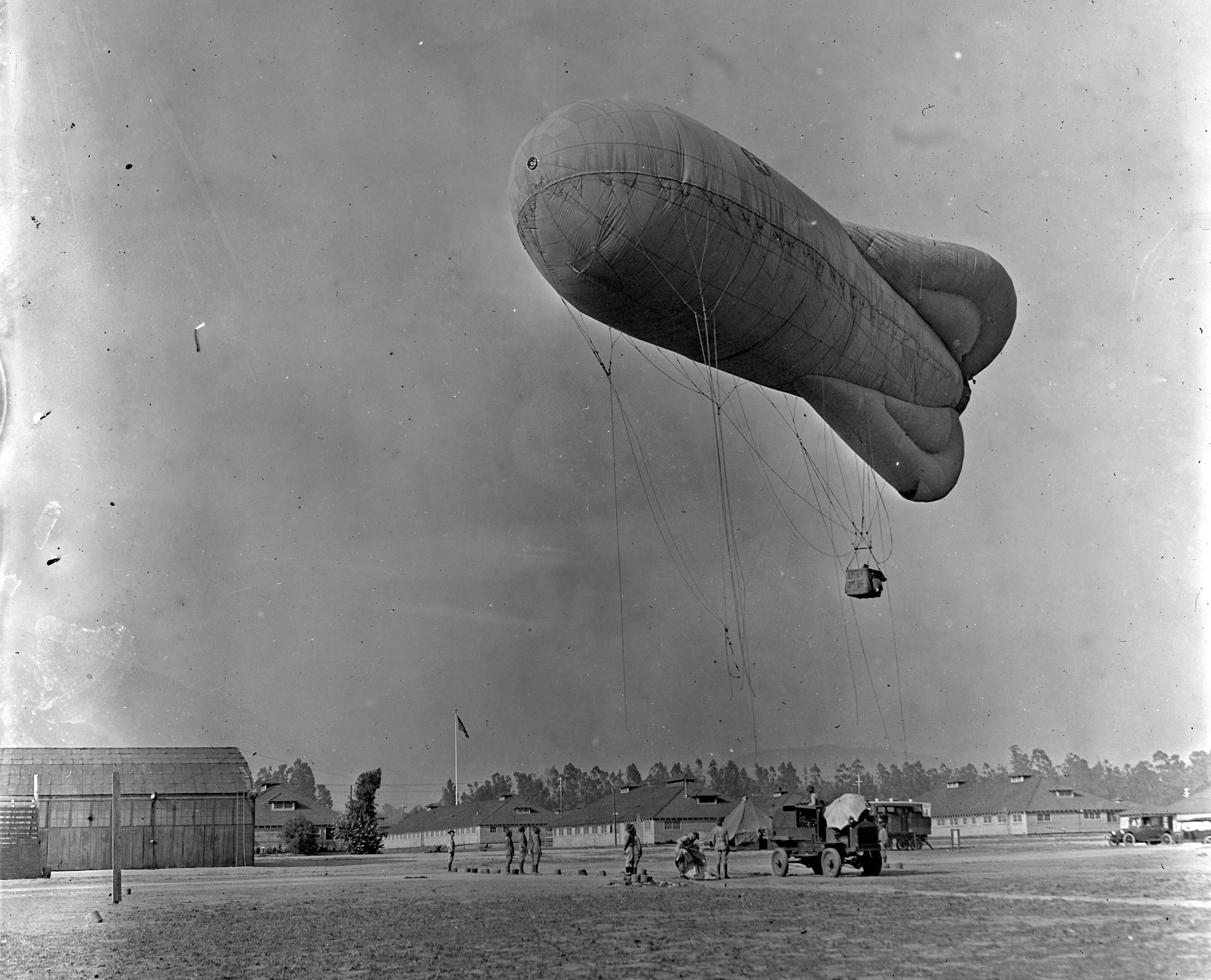
Dirigible Caquot

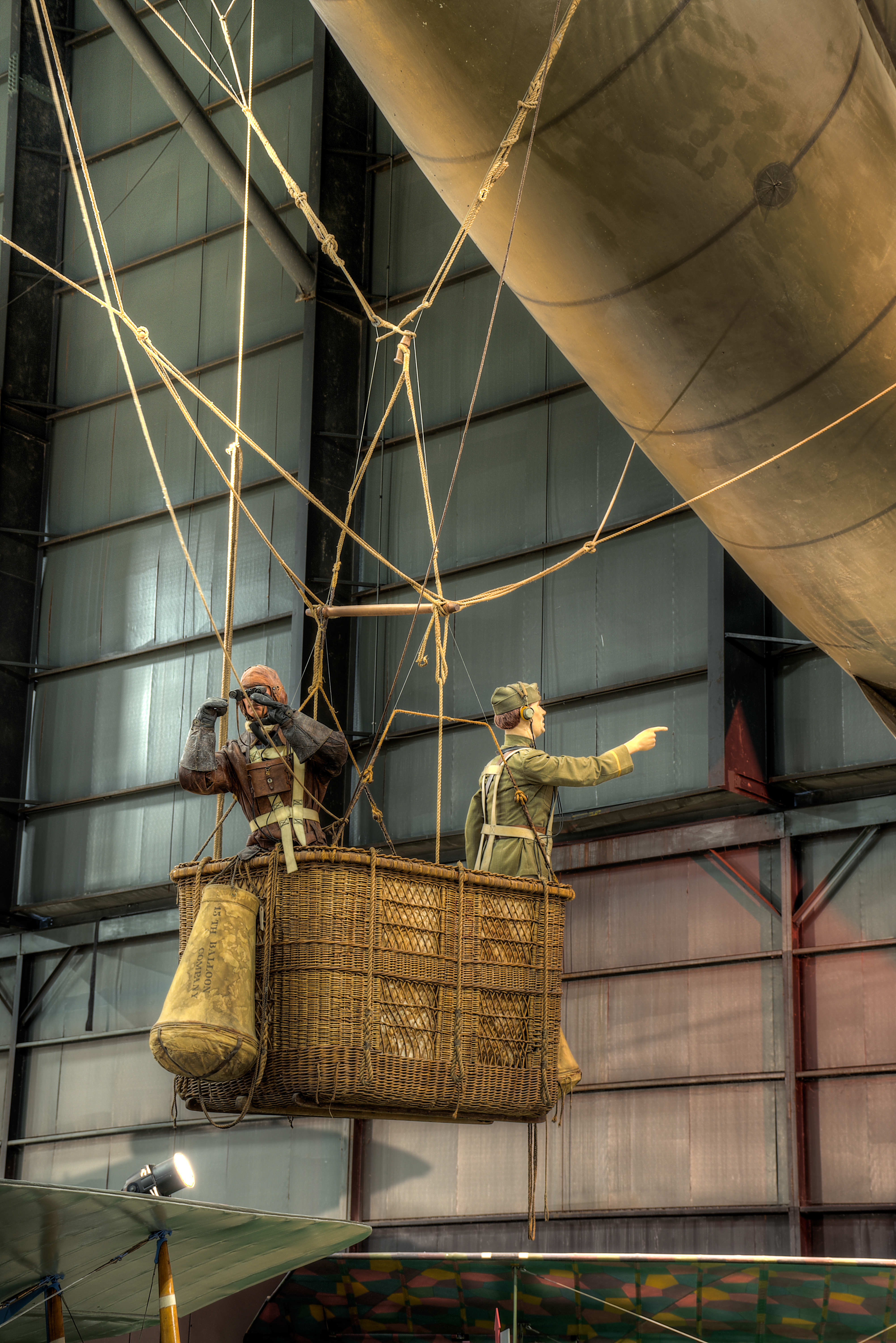
Góndola de un globo de observación Caquot Tipo R en el Museo de la USAF

En 1914, diseñó un nuevo dirigible en forma de salchicha equipado con tres lóbulos llenos de aire espaciados uniformemente alrededor de la cola como estabilizadores, y movió el globo de aire interior desde la parte trasera hasta la parte inferior de la nariz, separado de la envoltura de gas principal. El modelo de Caquot pudo resistir vientos de 90 km/h y permanecer horizontal. Durante tres años, Francia fabricó "dirigibles Caquot" para todas las fuerzas aliadas, incluidos los ejércitos inglés y estadounidense. Estados Unidos también fabricó cerca de mil "globos Caquot R" en 1918-1919. Este globo dio a Francia y a sus aliados una ventaja en la observación militar, lo que contribuyó significativamente a la supremacía de los aliados en la aviación y, finalmente, a la victoria final. En enero de 1918, Georges Clemenceau lo nombró director técnico de toda la aviación militar.
En 1919, Albert Caquot propuso la creación del museo aeronáutico francés (hoy llamado Museo del Aire y del Espacio, en Le Bourget). Este museo es el museo aeronáutico más antiguo del mundo. En 1928 se convirtió en el primer director ejecutivo del nuevo Ministerio de Aviación. Instauró una política de investigación, prototipos y producción en masa que contribuyó rápidamente al liderazgo de Francia en la industria aeronáutica. Sus principales logros fueron:
- El desarrollo de la investigación y la enseñanza de la mecánica de fluidos. Creó en 1928 la Escuela Nacional de Aeronáutica (Sup'Aero), la principal escuela de ingeniería aeronáutica que contribuyó a la excelencia científica francesa en este campo, y condujo a la creación de varias instituciones como la ONERA (Oficina Nacional de Estudios e Investigaciones Aeroespaciales) en 1946 y el Centro Nacional de Estudios Espaciales (Centro Nacional de Estudios Espaciales) en 1952. La escuela todavía existe hoy en día
- La construcción del gigantesco Túnel de Viento Chalais-Meudon en 1929[3] (de 120 m de largo y 25 m de alto) que permitió probar una aeronave en condiciones reales, con el motor en marcha y el piloto a bordo.[4] Este túnel de viento era el más grande del mundo en ese momento y se utilizó para probar el Dassault Mirage III, el Sud Aviation Caravelle y el Concorde, pero también automóviles como el Peugeot 4 CV y el VW Beetle.

En 1933, tras un recorte presupuestario que le impidió llevar adelante sus proyectos, dimitió y volvió a la ingeniería estructural durante varios años.
En 1938, bajo la amenaza de la guerra, se reintegró a Albert Caquot para que dirigiera todos los asuntos aeronáuticos nacionales. Renunció en enero de 1940.

### Personalidad
Caquot siempre tuvo una gran independencia mental y un desinterés increíble. Los numerosos honores que recibió de múltiples países, por ejemplo la dignidad de la Gran Cruz de la Legión de Honor de Francia (1951), rinden homenaje a sus méritos excepcionales. Fue miembro de Academia de Ciencias de Francia durante 41 años y fue su presidente de 1952 a 1961. Durante más de veinte años, presidió numerosas organizaciones científicas francesas, como el Consejo Nacional de los Ingenieros Franceses, y formó parte de la junta directiva de EDF (Électricité de France), la principal empresa de generación y distribución de electricidad en Francia, durante más de diez años. En 1961, a los 80 años, dimitió de todas las presidencias que siempre había asegurado voluntariamente. Cariñoso, atento y disponible, le encantaba recluirse en su familia.

### Reconocimientos
- Su gran prestigio hizo que fuera considerado como el "mejor ingeniero francés vivo"[5] durante medio siglo.
- Recibió la “Cruz de guerra (1914-1918)” (honor militar) y la Gran Cruz de la Legión de Honor (1951).
- Fue miembro de Academia de Ciencias de Francia desde 1934 hasta su muerte.
- En 1962, fue galardonado con la Medalla Wilhelm Exner.[6]
- El 2 de julio de 2001, se emitió un sello postal en Francia para celebrar el legado de Albert Caquot en el 120 aniversario de su nacimiento y en el 25 aniversario de su muerte. Un "Dirigible Caquot" y el Puente de la Caille, dos de sus creaciones más conocidas, rodean su imagen en el sello.
- Desde 1989, el Premio Albert Caquot es otorgado anualmente por la Asociación Francesa de Ingeniería Civil y Estructural.